# Benthomangelia decapitata
Benthomangelia decapitata är en snäckart som beskrevs av Bouchet och Waren 1980. Benthomangelia decapitata ingår i släktet Benthomangelia och familjen kägelsnäckor. Inga underarter finns listade i Catalogue of Life.